# Giovanni Izzo
Giovanni Izzo (Bologna, 1º gennaio 1998) è un nuotatore italiano, specializzato nelle distanze brevi dello stile libero, del delfino e del dorso.

## Biografia
Cresciuto nella President Bologna e trasferitosi successivamente all'Imolanuoto, ha ottenuto ottimi risultati a livello giovanile assieme alla sua allenatrice Chiara Galeno. Ai Giochi europei di Baku 2015 ha vinto la medaglia d'argento nei 50 m stile libero, terminando alle spalle dell'israeliano Ziv Kalontarov. Nel 2017 si trasferisce negli Stati Uniti e passa alla NC State Wolfpack, la squadra di nuoto dell'Università statale della Carolina del Nord di Raleigh, in Carolina del Nord.
Agli europei in vasca corta di Glasgow 2019 ha ottenuto il bronzo nella staffetta 4x50 m stile libero, assieme a Federico Bocchia, Marco Orsi, Alessandro Miressi, Leonardo Deplano e Thomas Ceccon, scendendo in acqua in finale.
Ai Giochi mondiali universitari di Napoli del 2019 ha conquistato il bronzo nella staffetta 4x100 m stile libero, con Ivano Vendrame, Alessandro Bori e Davide Nardini mentre nella successiva edizione del 2023 a Chengdu ha vinto la medaglia d'oro nei 50 metri stile libero, precedendo il brasiliano Lucas Martins Costa Peixoto e il lituano Jokubas Keblys, nonché l'argento nelle staffette 4x100 metri stile libero mista e 4x100 metri mista ed il bronzo nella 4x100 metri stile libero. Sempre nel corso dei 2023 partecipa agli europei in corta di Otopeni, aggiudicandosi un oro e due argenti nelle staffette e classificandosi al quarto posto nei 100 metri misti.

## Palmarès
- Europei in vasca corta

Glasgow 2019: bronzo nella 4x50m sl.
Otopeni 2023: oro nella 4x50m misti, argento nella 4x50m sl e nella 4x50m sl mista.
- Giochi mondiali universitari

Napoli 2019: bronzo nella 4x100m stile libero.
Chengdu 2023: oro nei 50m sl, argento nella 4x100m sl mista e nella 4x100m misti, bronzo nella 4x100m sl.
- Mondiali giovanili

Singapore 2015: bronzo nei 50m sl e nella 4x100m sl.
- Giochi europei:

Baku 2015: argento nei 50m sl e nella 4x100m sl.
- Europei giovanili

Hódmezővásárhely 2016: oro nei 50m sl, argento nella 4x100m sl, bronzo nella 4x100m sl mista.